# Mika

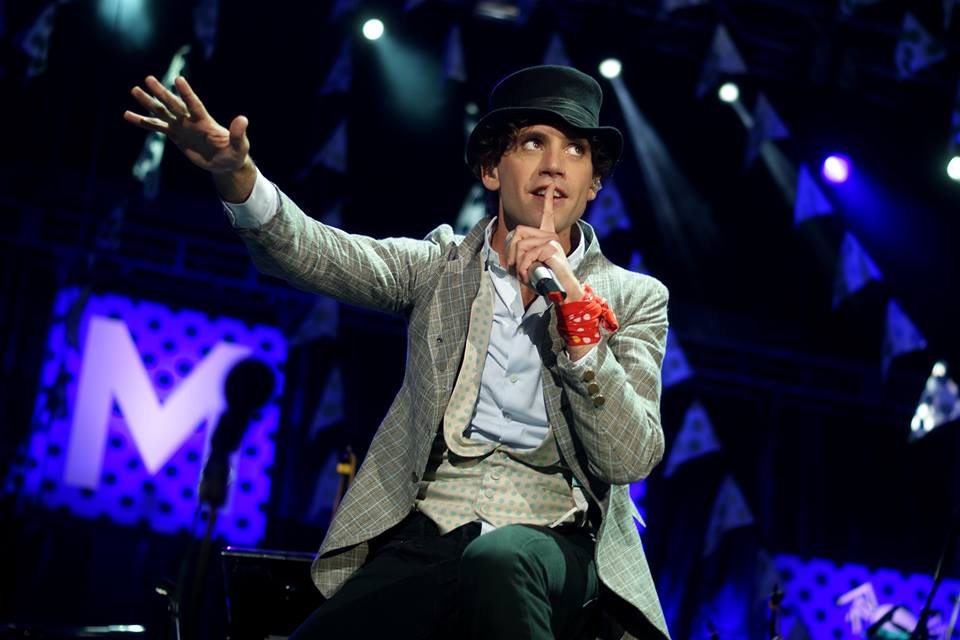
Mika en una actuació de 2013

Michael Holbrook Penniman (Beirut, Líban, 18 d'agost de 1983), conegut artísticament pel monònim Mika (IPA ['mikə]), és un cantant britànicolibanès, resident a Londres. Nominat als premis Grammy, té contracte amb Casablanca Records i Universal Music, i va assolir la fama a finals del 2006 i principis del 2007.

## Joventut
És el tercer de cinc fills de mare libanesa i pare estatunidenc. Quan tenia un any la seva família va ser obligada a evacuar el Líban a causa de la guerra i mudar-se a París el 1984. Després d'escoltar la cançó «Heart-Shaped Box» de Nirvana va compondre la seva primera cançó, «Angry», que ell mateix descriu com una peça instrumental de piano «horrorosa». La família es va mudar a Londres quan ell tenia nou anys. A Londres va assistir al col·legi Lycée Français Charles de Gaulle on va ser víctima d'insults per part dels seus companys, la qual cosa va repercutir en greus problemes de dislèxia i va ser la principal raó per la qual va deixar el col·legi als 11 anys. Així va passar vuit mesos a casa rebent estudis de la seva mare. Posteriorment va estudiar a St Philips School a Kensington i Chelsea, a Westminster School i al Royal College of Music. En finalitzar els estudis va gravar el seu primer àlbum amb la companyia Casablanca Records.

## Carrera musical
Mika va rebre lliçons de cant d'Alla Ardakov (Ablaberdyeva), una professional d'òpera russa. La seva carrera musical ha inclòs des de música clàssica, amb actuacions a la Royal Opera House, fins a la composició de peces d'encàrrec per a l'aerolínia British Airways i altres jingles publicitaris. Després de les seves primeres actuacions a Dermot O'Leary's, a la ràdio BBC Radio 2, el setembre de 2006, i als programes Later with Jools Holland i The Friday Night Project, el 19 de gener de 2007, es va arribar a rumorejar que el seu rang vocal era de cinc octaves, però Mika va confirmar posteriorment que era de tres i mitja. Mika va alterar lleugerament el seu nom, Mica, canviant la «c» per la «k», perquè la gent el solia pronunciar malament.
El gener del 2007 va ser elegit músic de més talent a l'enquesta de la BBC News «Sound of 2007».
La seva primera cançó disponible per a les descàrregues va ser «Relax, take it easy» (2006). Aquesta va entrar a la llista de BBC Radio 1 al Regne Unit i a «Record of the week», dirigida per DJ Scott Mills. La seva cançó «Billy Brown» va estar disponible a descàrrega gratuïta una setmana a iTunes Store.

## Vida personal
Mika ve d'una família de cinc germans en la qual ell és el germà mitjà (té dues germanes més grans i un germà i una germana més petits). La seva germana Yasmine, artista coneguda pel pseudònim DaWack, va realitzar els dibuixos animats per als àlbums de Mika, i actualment és dissenyadora de moda. Mika parla italià i francès amb fluïdesa, i durant una entrevista el 28 de setembre de 2009 en el Chris Moyles Show de la primera cadena de la BBC va comentar que havia pres classes de xinès mandarí durant nou anys però que no el parla gaire bé, encara que, segons ell, les seves tres germanes el parlen amb fluïdesa.

## Discografia
- Life in Cartoon Motion (2006)
- The Boy Who Knew Too Much (2009)
- The Origin of Love (2012)
- No Place in Heaven (2015)
- My Name Is Michael Holbrook (2019)
- Que ta tête fleurisse toujours (2023)